# Bob et les Sex Pistaches
Pour plus de détails, voir Fiche technique et Distribution.
Bob et les Sex Pistaches est un film suisse réalisé par Yves Matthey, sorti en 2013.

## Synopsis
Le fils d'un punk essaie de lancer son groupe de rock.

## Fiche technique
- Titre : Bob et les Sex Pistaches
- Réalisation : Yves Matthey
- Scénario : Yves Matthey
- Photographie : Yves Matthey
- Production : André Martin
- Société de production : Bohemian Films
- Société de distribution : Kanibal Films Distribution (France)
- Pays :  Suisse
- Genre : Comédie
- Durée : 83 minutes
- Dates de sortie : 
  - Suisse : 27 mars 2013
  - France : 24 avril 2013

## Distribution
- Jules Sitruk : Bob
- Valentin Tengler-Stambac
- Raphaël Archinard
- Maxime Kathari
- Laurianne Cherpillod
- Marion Charmelot
- Marie-Eve Musy : Sophie
- Adrian Johnatans
- Vincent Kohler
- Miou-Miou
- Laurent Nicolet
- Xenia Tchoumitcheva
- Adrian Johnatans

## Accueil
Isabelle Regnier pour Le Monde décrit le film comme « une comédie potache sur fond d'amour du rock ».

## Box-office
Le film est connu pour avoir fait l'un des plus petits scores au box-office français avec cinq entrées.